# Camp Dennison (Ohio)
Camp Dennison é um lugar designado pelo censo localizado no condado de Hamilton no estado estadounidense de Ohio. No Censo de 2010 tinha uma população de 375 habitantes e uma densidade populacional de 361,07 pessoas por km².

## Geografia
Camp Dennison encontra-se localizado nas coordenadas 39° 11′ 47″ N, 84° 17′ 22″ O. Segundo o Departamento do Censo dos Estados Unidos, Camp Dennison tem uma superfície total de 1,04 km², da qual 1,04 km² correspondem a terra firme e (0%) 0 km² é água.

## Demografia
Segundo o censo de 2010, tinha 375 pessoas residindo em Camp Dennison. A densidade populacional era de 361,07 hab./km². Dos 375 habitantes, Camp Dennison estava composto pelo 75,2% brancos, o 19,47% eram afroamericanos, o 0% eram amerindios, o 0% eram asiáticos, o 0% eram insulares do Pacífico, o 1.33% eram de outras raças e o 4% pertenciam a duas ou mais raças. Do total da população o 2,4% eram hispanos ou latinos de qualquer raça.